# Даираго
Даираго (итал. Dairago) је насеље у Италији у округу Милано, региону Ломбардија.
Према процени из 2011. у насељу је живело 5519 становника. Насеље се налази на надморској висини од 195 м.

## Становништво
| 1931. | 1936. | 1951. | 1961. | 1971. | 1981. | 1991. | 2001. | 2011. |
| ----- | ----- | ----- | ----- | ----- | ----- | ----- | ----- | ----- |
| 1.814 | 1.845 | 2.125 | 2.654 | 3.038 | 4.052 | 4.337 | 4.580 | 5.862 |